# Cabinet Hans
Land de Sarre
K.-Karrenbauer III Rehlinger
Le cabinet Hans (en allemand : Kabinett Hans) est le gouvernement du Land de Sarre entre le 1er mars 2018 et le 25 avril 2022, sous la 16e législature du Landtag.
Dirigé par le ministre-président Tobias Hans, il est formé à la suite de la démission d'Annegret Kramp-Karrenbauer, désignée secrétaire générale fédérale de son parti, et constitué d'une coalition entre les chrétiens-démocrates et les sociaux-démocrates. Il succède au cabinet Kramp-Karrenbauer III, qui reposait sur une entente identique.

## Coalition et historique
Dirigé par le nouveau ministre-président chrétienne-démocrate Tobias Hans, ce gouvernement est constitué et soutenu par une « grande coalition » entre l'Union chrétienne-démocrate d'Allemagne (CDU) et le Parti social-démocrate d'Allemagne (SPD). Ensemble, ils disposent de 41 députés sur 51, soit 80,4 % des sièges du Landtag.
Il est formé à la suite de la démission d'Annegret Kramp-Karrenbauer, au pouvoir depuis août 2011.
Il succède donc au cabinet Kramp-Karrenbauer III, constitué et soutenu par une coalition identique.
Le 19 février 2018, la présidente fédérale de la CDU Angela Merkel annonce son intention de nommer Annegret Kramp-Karrenbauer secrétaire générale du parti lors du congrès fédéral convoqué la semaine suivante. La ministre-présidente choisit alors le président du groupe parlementaire de l'Union chrétienne-démocrate dans le Land pour lui succéder.
Elle est élue comme prévu secrétaire générale fédérale de la CDU le 26 février et démissionne de la direction du gouvernement de la Sarre trois jours plus tard. Tobias Hans est aussitôt investi à sa suite avec 40 voix favorables, soit une de moins que le total de la coalition qui le soutient.

## Composition
- Les nouveaux ministres sont indiqués en gras, ceux ayant changé d'attributions en italique.

| Fonction                                                                                   | Titulaire | Titulaire                                                          | Parti |
| ------------------------------------------------------------------------------------------ | --------- | ------------------------------------------------------------------ | ----- |
| Ministre-président Ministre de la Science, de la Recherche et de la Technologie            |           | Tobias Hans                                                        | CDU   |
| Vice-ministre-président Ministre de l'Économie, du Travail, de l'Énergie et des Transports |           | Anke Rehlinger                                                     | SPD   |
| Ministre des Finances et des Affaires européennes Ministre de la Justice                   |           | Peter Strobel                                                      | CDU   |
| Ministre de l'Intérieur, des Travaux publics et des Sports                                 |           | Klaus Bouillon                                                     | CDU   |
| Ministre des Affaires sociales, de la Santé, des Femmes et de la Famille                   |           | Monika Bachmann                                                    | CDU   |
| Ministre de l'Environnement et de la Protection des consommateurs                          |           | Reinhold Jost                                                      | SPD   |
| Ministre de l'Éducation et de la Culture                                                   |           | Ulrich Commerçon (jusqu'au 18/09/2019) Christine Streichert-Clivot | SPD   |